# Cantó de Lo Luc
El cantó de Lo Luc és un cantó francès del departament de la Var, situat al districte de Draguinhan. Té 4 municipis i el cap és Lo Luc.

## Municipis
- Lo Canet dei Mauras
- Lo Luc
- Lei Maions
- Vidauban

## Història
| Data d'elecció                           | Identitat        | Partit           | Qualitat |
| ---------------------------------------- | ---------------- | ---------------- | -------- |
| 1967-1978                                | Pierre Gaudin    | PS               |          |
| 1978-1992                                | Jean-Louis Dieux | PS               |          |
| 1992-1998                                | Norbert La Rosa  | RPR, després UDF |          |
| 1998-2007                                | Jean-Yves Gosse  | PS               |          |
| 2007-                                    | Alain Fabre      | Divers gauche    |          |
| les dades anteriors no són pas conegudes |                  |                  |          |
|                                          |                  |                  |          |

| 1962  | 1968  | 1975   | 1982   | 1990   | 1999   | 2006   |
| ----- | ----- | ------ | ------ | ------ | ------ | ------ |
| 7.514 | 8.711 | 10.529 | 12.474 | 15.965 | 18.621 | 22.758 |